# 대한민국 형법상 범죄 목록
이 문단은 비어 있습니다. 문단을 확장하   는 첫 번째 사용자가 되어보세요!

## 국가의 존립·안전과 권위에 대한 죄
- 내란죄
내란죄는 국토의 참절 또는 국헌문란(國憲紊亂)의 목적으로 폭동하는 죄(제87조)이다. 외환죄(外患罪)와 더불어 국가의 존립을 위험에 빠뜨리는 죄이나 외환죄가 외부로부터 국가의 본립을 위태롭게 하는 것인 데 반하여 본죄는 국가의 내부로부터 그 기본적 질서를 공격하는 것이다.
- 외환유치죄
외국과 통모(通謀)하여 우리나라에 대하여 전단(戰端)을 열게 하거나 외국인과 통모하여 항적(抗敵)하는 죄. 사형 또는 무기징역에 처한다(92조).
- 헌정질서파괴범죄의공소시효등에관한특례법
- 5·18민주화운동등에관한특별법
- 국기에 관한 죄
- 국교에 관한 죄

### 공무원의 직무에 관한 죄
- 직무유기죄
직무유기죄(職務遺棄罪)는 공무원이 정당한 이유 없이 그 직무수행을 거부하거나 그 직무를 유기하는 죄이다. 1년 이하의 징역이나 금고 또는 3년 이하의 자격정지에 처한다.
- 직권남용죄
직권남용죄(職權濫用罪)는 공무원이 직권을 남용하여 사람으로 하여금 의무 없는 일을 행하게 하거나 사람의 권리행사를 방해하는 죄이다. 5년 이하의 징역과 10년 이하의 자격정지 또는 1천만원 이하의 벌금에 처한다.
- 불법체포, 불법감금죄
불법체포, 불법감금죄(不法逮捕, 不法監禁罪)는 재판·검찰·경찰·기타 인신구속에 관한 직무를 행하는 자 또는 이를 보조하는 자가 그 직권을 남용하여 사람을 체포 또는 감금하는 죄이다. 7년 이하의 징역과 10년 이하의 자격 정지에 처한다.
- 폭행·가혹행위죄
폭행·가혹행위죄(暴行·苛酷行爲罪)는 재판·검찰·경찰 기타 인신구속에 관한 직무를 행하는 자 또는 이를 보조하는 자가 그 직무를 행함에 당(當)하여 형사피의자 또는 기타의 사람에 대하여 폭행 또는 가혹한 행위를 가하는 죄이다. 5년 이하의 징역과 10년 이하의 자격정지에 처한다.
  - 피의사실공표죄
  - 공무상비밀누설죄
  - 선거방해죄
- 수뢰죄
  - 사전수뢰죄
  - 제3자 뇌물공여죄
  - 수뢰후부청처사죄
  - 사후수리죄
  - 알선수리죄
- 증뢰죄

### 공무방해에 관한 죄
- 공무집행방해죄
공무집행방해죄(公務執行妨害罪)는 직무를 집행하는 공무원에 대하여 폭행 또는 협박하는 죄이다. 5년 이하의 징역 또는 1천만원 이하의 벌금에 처한다.
- 직무강요죄
- 위계에 의한 공무집행방해죄
- 법정·국회의장모욕죄
  - 인권옹호직무방해죄
  - 공무상비밀표시무효죄
  - 공용서류 등 무효죄
  - 공용물파괴죄
  - 공무상 보관물 무효죄
  - 특수공무방해죄

### 도주와 범인은닉의 죄
- 도주죄
  - 집합명령위반죄
  - 특수도주죄
  - 도주원조죄
- 범인은닉죄

### 위증과 증거인멸의 죄
- 위증죄
- 증거인멸죄

### 무고의 죄
- 무고죄

## 사회질서에 대한 죄
- 범죄단체조직죄
- 소요죄
- 다중불해산죄
- 전시공수계약불이행·방해죄
- 공무원자격사칭죄
- 폭발물에 관한 죄
- 방화죄
- 공공위험죄
- 진화방해죄
- 실화죄
- 폭발물파열죄
- 가스 등 공작물손괴죄
- 일수죄
- 방수방해죄
- 과실일수죄
- 수리방해죄
- 교통방해의 죄
- 음용수에 관한 죄
- 아편에 관한 죄

## 공공의 신용에 대한 죄
- 통화위조변조죄
- 기타 통화에 관한 죄
- 유가증권에 관한 죄
- 우표·인지에 관한 죄
- 문서에 관한 죄
- 공문서위조변조죄
- 허위공문서작성죄
- 공정증서원본 등 부실기재죄
- 허위공문서 등 행사죄
- 공문서부정행사죄
- 사문서위조변조죄
- 기타 사문서에 관한 죄
- 인장에 관한 죄

## 도덕적 질서에 대한 죄
- 신앙에 관한 죄
- 풍속을 해하는 죄
- 음행매개죄
- 음란물건반포죄
  - 음란물건제조죄
  - 공연음란죄
- 도박죄
  - 사기도박
  - 도박개장죄
- 복표죄

## 생명·신체에 대한 죄
- 살인죄
  - 존속살해죄
  - 영아살해죄
  - 촉탁·승낙에 의한 살인죄(동의살인죄)
- 안락사
- 자살교사·방조죄
  - 동반자살
- 위계·위력에 의한 살인죄
- 살인예비·음모죄
- 상해죄
- 상해치사죄
- 폭행죄
  - 특수폭행죄
  - 폭행치사상죄
- 과실치사상죄
  - 업무상 과실치사상죄
- 낙태죄
- 유기죄
- 학대죄
- 아동혹사죄

## 명예·신용에 대한 죄
- 명예훼손죄
- 사자명예훼손죄
- 출판명예훼손죄
- 모욕죄
- 신용훼손죄
- 업무방해죄
- 경매·입찰방해죄

## 사생활의 평온에 대한 죄
- 비밀침해죄
- 업무상 비밀누설죄
- 주거침입죄·퇴거불응죄
- 주거수색죄
- 권리행사방해죄
- 강요죄
- 점유강취죄
  - 준점유강취죄
  - 중권리행사방해죄
- 강제집행면탈죄

## 재산에 대한 죄
- 재산죄
- 불법영득의 의사
- 친족상도례
- 절도죄
- 부동산의 절도
- 권리의 절도
- 야간주거침입절도죄
- 특수절도죄
- 강도죄
- 준강도죄
- 약취강도죄
- 강도상해치상죄·강도살인치사죄
- 강도강간죄
- 해상강도죄
- 사기와 공갈의 죄
  - 사기죄
사기죄라 함은 사람을 기망하여 재물을 편취하거나 재산상의 불법한 이익을 취득하거나 타인으로 하여금 취득하게 함으로써 성립하는 범죄를 말한다. 10년 이하의 징역형이나 2000만 원 이하의 벌금에 처한다. (형법 제347조)
  - 준사기죄
  - 부당이득죄
  - 공갈죄
- 횡령죄
- 업무상 횡령죄
- 점유이탈물횡령죄
- 배임죄
- 업무상 배임죄
- 배임수증재죄
- 장물죄
- 재물·문서손괴죄
- 공익건조물파괴죄
- 중손괴죄
- 특수손괴죄
- 경계침범죄